# Hikari Ōe
Hikari Ōe (大江 光, Ōe Hikari), né le 13 juin 1963 à Tokyo, est un compositeur japonais. Il est le fils de l'auteur japonais Kenzaburō Ōe. Il est né autiste et ayant une déficience intellectuelle.

## Voir également
- Une affaire personnelle de Kenzaburō Ōe, est le premier d'une série d'œuvres qui décrivent des aspects de la vie de Hikari[2].